# كومبوليشن غيمز
كومبولشن غيمز (بالإنجليزية: Compulsion Games Inc.)‏، هي شركة تطوير ألعاب فيديو كندية مقرها في مونتريال، أسست عام 2009، من ألعابها كونتراست ووي هابي فيو. منذ 2018، أصبحت تابعة لشركة إكس بوكس غيم ستوديوز.

## المواقع الخارجية
الموقع الرسمي